# Albert Girard
Albert Girard (Saint-Mihiel, 1595;Leiden, 8 de diciembre de 1632) fue un matemático nacido en Francia. Estudió en la Universidad de Leiden. Él "tuvo razonamientos tempranos sobre los Teoremas Fundamentales de álgebra" y definió de manera inductiva los Números de Fibonacci.
Girard fue el primero en usar las abreviaciones "sen", "cos", "tan" para las funciones trigonométricas en un tratado. Girard fue el primero en declarar en 1632 que, cada primo de la forma 1 mod 4, era igual a la suma de dos cuadrados. (Ver Teorema de Fermat sobre la suma de dos cuadrados.)
En la opinión de Charles Hutton, Girard fue:
...la primera persona que comprendió la doctrina general de la formación de los coeficientes de las potencias de la suma de las raíces y sus productos. Él fue el primero en descubrir las reglas para la suma de las potencias de las raíces de cualquier ecuación.
Estas reglas habían sido propuestas por François Viète para raíces "positivas", y hoy en día se conocen como Fórmulas de Viète, pero Viète no propuso fórmulas para las raíces generales.
En su documento, Funkhouser ubica el trabajo de Girard en la historia del estudio de las ecuaciones utilizando funciones simétricas. En su trabajo sobre la Teoría de ecuaciones, Joseph-Louis de Lagrange cita a Girard. Aún después, en el siglo XIX, este trabajo es referido en la creación de la Teoría de grupos por Augustin Louis Cauchy, Évariste Galois y otros.
También demostró como el área de un triángulo esférico depende de sus ángulos interiores. El resultado es conocido como Teorema de Girard.
Girard tocaba el laúd y menciona haber escrito un tratado sobre música aunque este nunca fue publicado.